# Nekropole von Su Crucifissu Mannu

Su Crucifissu Mannu

Die Nekropole von Su Crucifissu Mannu ist eine archäologische Stätte (unweit der Nekropole von Ponte Secco) zwischen Li Lioni und Ottava, nordöstlich der Straße zwischen Sassari und Porto Torres in der Metropolitanstadt Sassari auf Sardinien.
Die ausgegrabene Nekropole auf dem Kalksteinplateau besteht aus 22 Domus de Janas, die in der Jungsteinzeit (4. Jahrtausend v. Chr.) errichtet und von der Kupferzeit (3. Jahrtausend v. Chr.) bis zur Bonnanaro-Kultur (etwa 1500 v. Chr.). sowie sporadisch in der Römerzeit nachgenutzt wurden.
Einige der Anlagen sind vertikal zugänglich, andere über horizontale Dromoi. Die Anzahl der Kammern in einer Anlage variiert. Die meisten verfügen über typische architektonische Details (Balken, Simse, Pfosten, Pilaster, Säulen, Scheintüren (Grab 4), Stufen und Stürze an den Wänden der großen Hauptkammern. Eine ist mit einer zentralen Säule versehen. Die kleineren Seitenkammern öffnen sich in einigen Fällen radial. Im Fall des Grabes XIII sind es insgesamt 14. Einige sind mit stilisierten Stierköpfen im Flachrelief dekoriert.
Die Anlage hat große Mengen an Keramik der Bonnanaro-Kultur, aber auch vier Armschutzplatten der Glockenbecherkultur und Idole in Form der Muttergöttin erbracht. Unter den Funden ist ein menschlicher Schädel, mit einer in vitro erfolgten Trepanation.
Die Felsen über einigen domus, sind mit tiefen parallelen Schleifspuren versehen, die als Phänomen besonders auf Malta bekannt sind.

Nekropole von Su Crucifissu Mannu
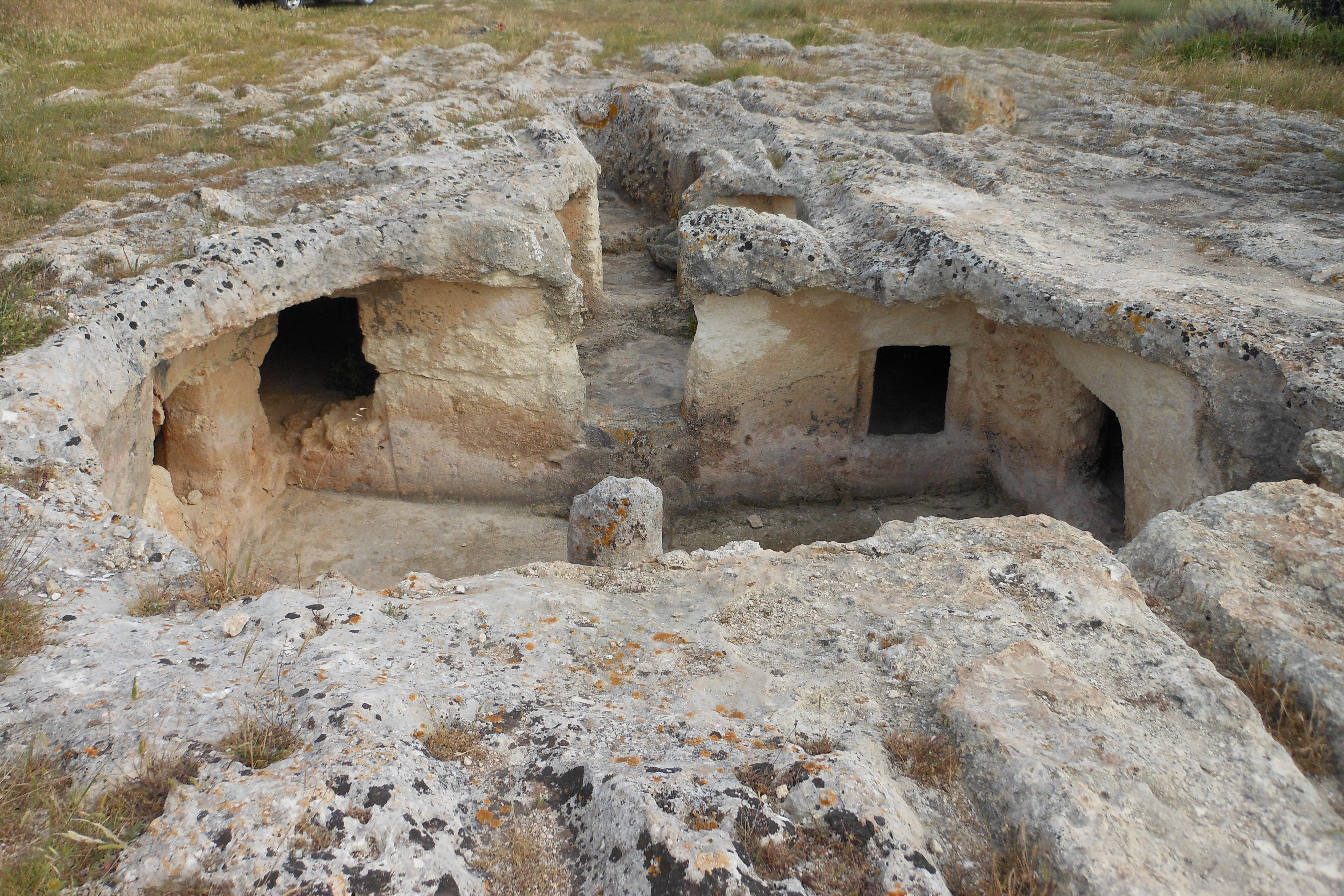
Su Crucifissu Mannu
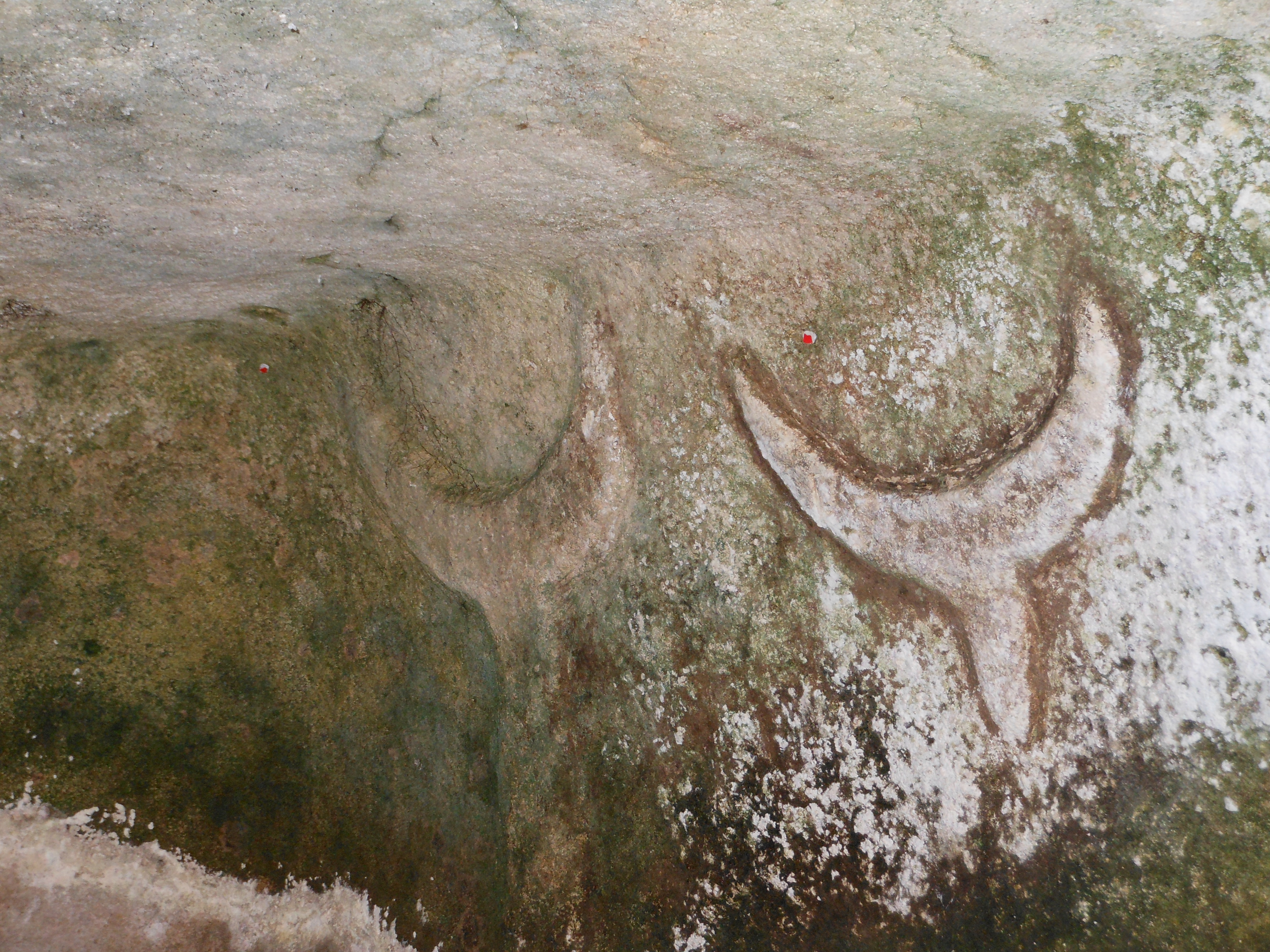
Stierreliefs
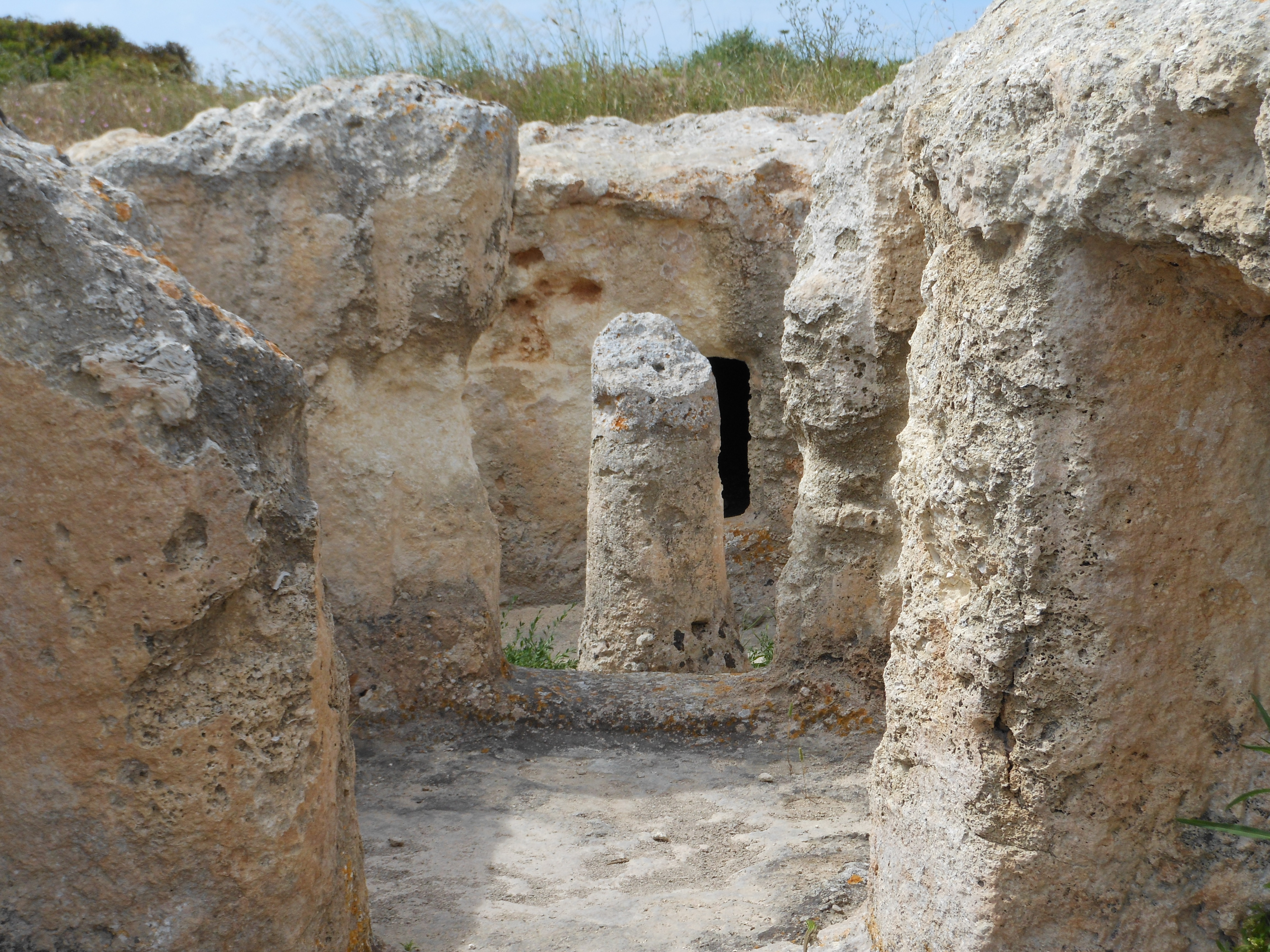
Kammer mit Mittelsäule
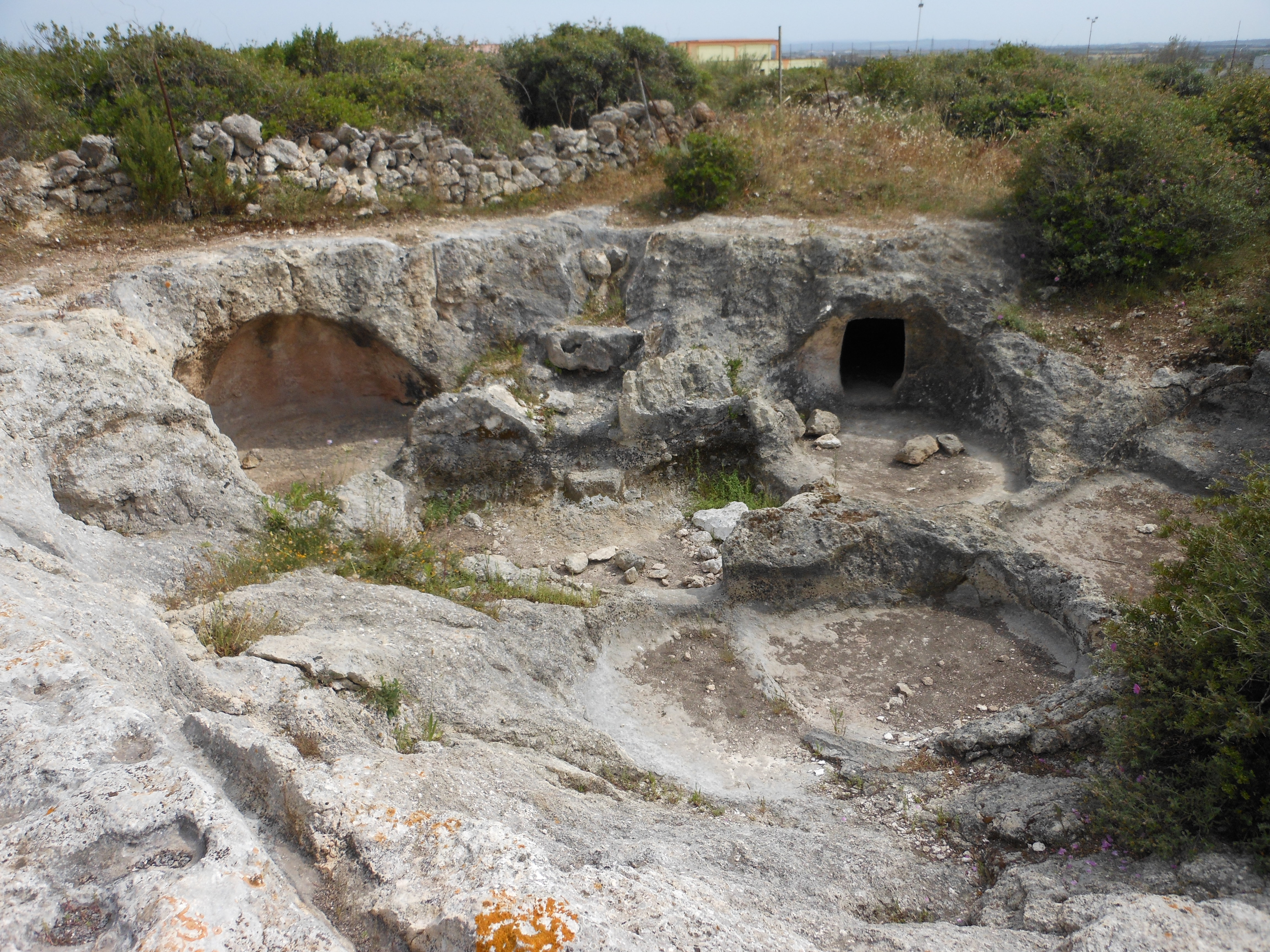
Eingestürzte Kammern
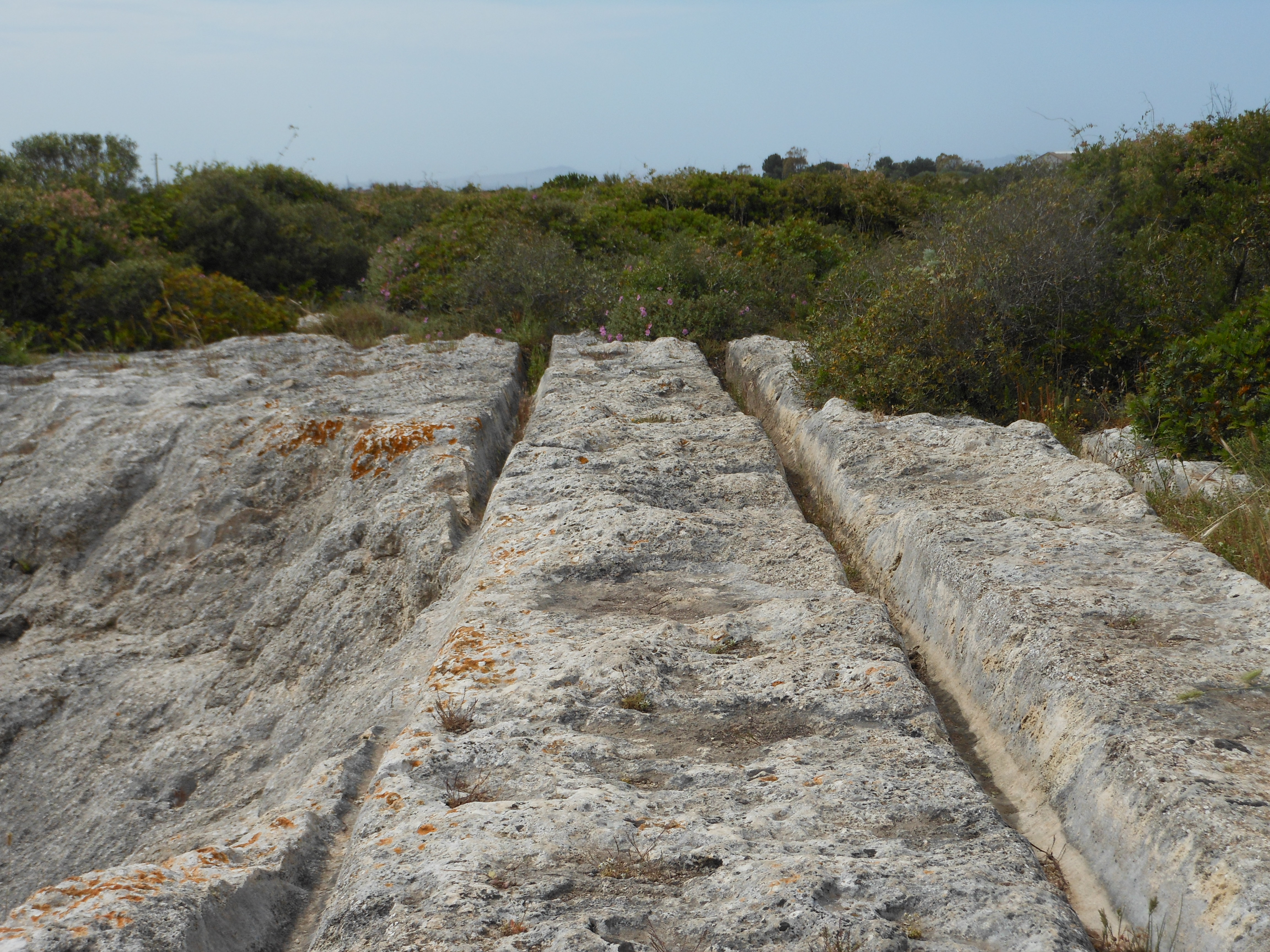
Schleifspuren